# 189320 Lakitsferenc
189320 Lakitsferenc este o planetă minoră (asteroid) din centura de asteroizi. A fost descoperită pe 22 decembrie 2006 la Piszkéstetői Obszervatórium⁠(d) de Krisztián Sárneczky⁠(d). 
Obiectul prezintă o orbită caracterizată de o semiaxă mare de 2,2764509036049 UAi, o excentricitate de 0,10818774017777, o înclinație de 5,0709637176078 ° în raport cu ecliptica.